# 卤砂
卤砂，英文名Salammoniac，也称为 Sal ammoniac 或 Salmiac，是一种罕见的天然矿物，主要成分是氯化铵(NH4Cl)，可形成无色、白色或黄棕色等轴六面体点阵，难发生解理，易发生贝壳状破裂。 
卤砂质地柔软，莫氏硬度为1.5至2，比重较低，为1.5，可溶于水。 
卤砂也是化合物氯化铵的古老名称。